# Ptychadenidae
Ptychadenidae – rodzina płazów z rzędu płazów bezogonowych (Anura).

## Zasięg występowania
Rodzina obejmuje gatunki występujące w Czarnej Afryce.

## Systematyka
Rodzina Ptychadenidae była uważana za podrodzinę rodziny żabowatych (Ranidae), ale obecnie jej pozycja jako oddzielnej rodziny jest mocno ugruntowana.

### Podział systematyczny
Do rodziny należą następujące rodzaje:
- Hildebrandtia Nieden, 1907
- Lanzarana Clarke, 1982 – jedynym przedstawicielem jest Lanzarana largeni (Lanza, 1978)
- Ptychadena Boulenger, 1917